# Гульденталь
Гульденталь (нем. Guldental) — община в Германии, в земле Рейнланд-Пфальц. 
Входит в состав района Бад-Кройцнах. Подчиняется управлению Лангенлонсхайм.  Население составляет 2532 человека (на 31 декабря 2010 года). Занимает площадь 12,99 км².